# Cardinal à cuisses noires
Pheucticus tibialis
Espèce
Statut de conservation UICN

 LC  : Préoccupation mineure
Répartition géographique
Le Cardinal à cuisses noires (Pheucticus tibialis) est une espèce de la famille des Cardinalidae.

## Systématique
Le nom scientifique complet (avec auteur) de ce taxon est Pheucticus tibialis Lawrence, 1867.
Ce taxon porte en français le nom vernaculaire ou normalisé suivant : Cardinal à cuisses noires.